# پیوتر بایور
پیوتر بایور (لهستانی: Piotr Bajor؛ زادهٔ ۱۶ فوریهٔ ۱۹۶۰) بازیگر و صداپیشه اهل لهستان است. وی دانش‌آموختۀ آکادمی ملی هنرهای نمایشی الکساندر زلوروویچ در ورشو است.
از فیلم‌ها یا مجموعه‌های تلویزیونی که وی در آن‌ها نقش داشته‌است، می‌توان به اسمولنسک و انگشتری با نشان عقاب تاج‌دار اشاره نمود.